# Wherever I Am I Am What Is Missing
«Wherever I Am I Am What Is Missing» — четвёртый студийный полноформатный альбом группы Laika, последний на сегодняшний день. Выпущен 20 октября 2003 года лейблом Too Pure. Из-за длинного названия (взятого из строк стихотворения Марка Стрэнда «Keeping Things Whole») его иногда называют аббревиатурой WIAIAWIM.

## Список композиций
1. Girl Without Hands (5:00)
2. Falling Down (5:18)
3. Alphabet Soup (4:07)
4. Barefoot Blues (3:49)
5. Leaf By Leaf (4:42)
6. Diamonds & Stones (3:44)
7. Dirty Bird (3:20)
8. Fish For Nails (3:17)
9. Oh (4:13)
10. King Sleepy (4:20)

## Участники записи
- Гай Фиксен — продюсер, звукоинженер
- Маргарет Фидлер — продюсер, вокалист, автор текстов
- Лу Сикотелли — барабанщик
- Дэн Тёрнер — звукоинженер